# أندرو ليسيت
أندرو ليسيت (بالإنجليزية: Andrew Lycett)‏‏ (1950 - ) صحفي، وكاتب سير من المملكة المتحدة.

## الحياة الشخصية
وُلد أندرو في ستامفورد، لينكولنشاير والداه هم بيتر نورمان ليسيت ليسيت وجوان ماري دنكان. كانت جدته من عائلة بيرنز ليندو. أسس والده مدرسة إعدادية في تنجانيقا حيث قضى أندرو بعض من طفولته هناك. تلقى أندرو تعليمه في مدرسة تشارترهاوس ودرس التاريخ في كرايستشرش بأكسفورد. عمل كمراسل لجريدة التايمز البريطانية في إفريقيا والشرق الأوسط وآسيا.

## الجوائز
- زميل في الجمعية الملكية للأدب